# Amr Aly
Amr Aly (en árabe: عمرو علي) (El Cairo 1 de agosto de 1962) es un exfutbolista egipcio nacionalizado estadounidense que jugó como delantero.
Con la selección estadounidense, jugó 8 partidos solamente entre 1984 y 1985, además, participó en los juegos de Los Ángeles de 1984.

## Trayectoria
| Club                        | País           | Año       |
| --------------------------- | -------------- | --------- |
| New York Cosmos (indoor)    | Estados Unidos | ?         |
| Los Angeles Lazers (indoor) | Estados Unidos | 1985-1986 |
| New York Express (indoor)   | Estados Unidos | 1986-1987 |
| New Jersey Eagles           | Estados Unidos | 1989      |
| Brooklyn Italians           | Estados Unidos | 1990      |